# 横浜市長・中田宏のDREAM RUNNER
中田宏のDREAM RUNNER（なかだひろしのドリームランナー）はニッポン放送で放送されていたラジオ番組。パーソナリティは前横浜市長の中田宏（2009年8月17日をもって市長を退任）。

## 放送内容・放送概要
- 放送開始当時横浜市長だった中田宏がラジオパーソナリティを務める。
- 毎回様々なジャンルのゲストを迎え、その人たちの「夢」を語ってもらう。提供は日産自動車。（2006年度）

2007年度オフは東京電力が提供している（ニッポン放送向け）。
ゲストの発言で原子力についてのコメントがあると出演はむずかしい。
事前に出演が決まっていても、検索されたブログに「原子力」に対するネガティブワードがあると出演を拒否される。
- パーソナリティ:中田宏
- アシスタント:石川みゆき

## 放送時間
- 毎週水曜日　20:00 - 20:30（2006年10月〜2007年3月、2007年10月〜2008年3月）
- 毎週月曜日　19:30 - 20:00（2007年4月〜2007年9月、2008年4月〜2008年9月、2009年4月〜9月）
- 毎週水曜日　21:00 - 21:30（2008年10月〜2009年3月、2010年10月〜2010年3月）

聴取率調査期間中は放送が休止となる。
また、ニッポン放送が特別編成（Jリーグ中継・スポーツスペシャル）で休止のときは石川みゆきアナの進行による番外編が放送されるケースも度々ある（ナイターオフのネット局向けように。）。なお、例外で2008年10月8日のように放送時間が150分繰り上がって夕方5時30分〜夜6時に放送されたケースもあった。